# Michael Esser
Michael Esser (ur. 22 listopada 1987 w Castrop-Rauxel) – niemiecki piłkarz występujący na pozycji bramkarza w niemieckim klubie VfL Bochum. Wychowanek SpVgg Erkenschwick, w trakcie swojej kariery grał także w takich zespołach, jak Sturm Graz, Darmstadt 98, Hannover 96 oraz 1899 Hoffenheim.